# República de las letras

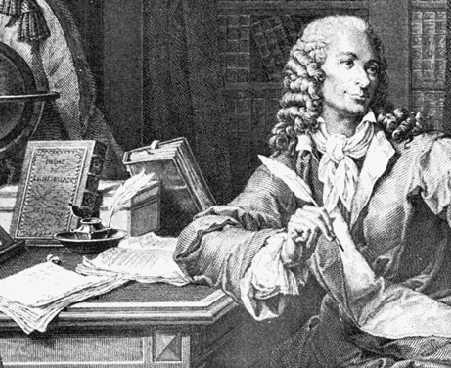
Voltaire (1694-1778), autor de una copiosa correspondencia —unas 20 000 cartas a lo largo de su vida— que se conserva en la actualidad.

República de las letras o república literaria (en latín: respublica literaria) es la denominación utilizada para designar a la amplia comunidad de intelectuales de Europa y América formada a finales del siglo xvii y durante el siglo xviii, una de cuyas principales características fue el uso sistemático para sus comunicaciones de cartas manuscritas. Estas cartas (de las que la comunidad recibe su nombre, de acuerdo con la acepción en desuso de la palabra letra como sinónimo de carta) permitían salvar las largas distancias geográficas que podían separar a sus miembros, y posteriormente han permitido documentar (en ocasiones con gran detalle) las relaciones entre sus integrantes. La lengua franca inicialmente utilizada era el latín, aunque con el paso del tiempo, el francés fue ganando importancia.
Surgió del interés de los intelectuales de la Ilustración (o philosophes, como se los llamaba en Francia) de fomentar la comunicación entre ellos. La república de las letras surgió en el siglo xvii como una comunidad autoproclamada de académicos y figuras literarias que se extendió a través de fronteras nacionales, pero respetando las diferencias en el lenguaje y la cultura. Estas comunidades que trascendían las fronteras nacionales formaron la base de una «república metafísica». Debido a las limitaciones impuestas por la sociedad de la época sobre las mujeres, la república de las letras estuvo integrada sobre todo por hombres.[cita requerida]
La circulación de cartas manuscritas era necesaria para este propósito, ya que permitía a los intelectuales comunicarse entre sí a grandes distancias. Todos los ciudadanos de la república de las letras en el siglo xvii mantuvieron correspondencia por carta, intercambiando artículos y folletos impresos, y consideraban que su deber era incorporar a otros miembros a la república a través de la expansión de la correspondencia.
La primera aparición conocida del término en su forma latina (respublica literaria) figura en una carta dirigida por el humanista italiano Francesco Barbaro a Poggio Bracciolini, fechada el 6 de julio de 1417. La expresión fue cada vez más utilizada en los siglos xvi y xvii, de modo que a finales de este último siglo ya aparece en los títulos de varias importantes publicaciones periódicas. En la actualidad, el consenso es que Pierre Bayle tradujo por primera vez el término al francés en su diario Nouvelles de la République des Lettres, en 1684. Sin embargo, hay algunos historiadores que no están de acuerdo, y en ocasiones se ha ido tan lejos como para afirmar que su origen se remonta a la República, de Platón. Parte de la dificultad en la determinación de su origen es que, a diferencia de una academia o sociedad literaria, la república de las letras solo existía en la mente de sus miembros.
Los historiadores debatieron la importancia de la república de las letras por su influencia en la Ilustración. La mayoría de los historiadores anglo-americanos, cualquiera que sea su punto de partida en el debate, comparten un terreno común: la república de las letras y la Ilustración fueron hechos significativamente distintos entre sí.

## Academias

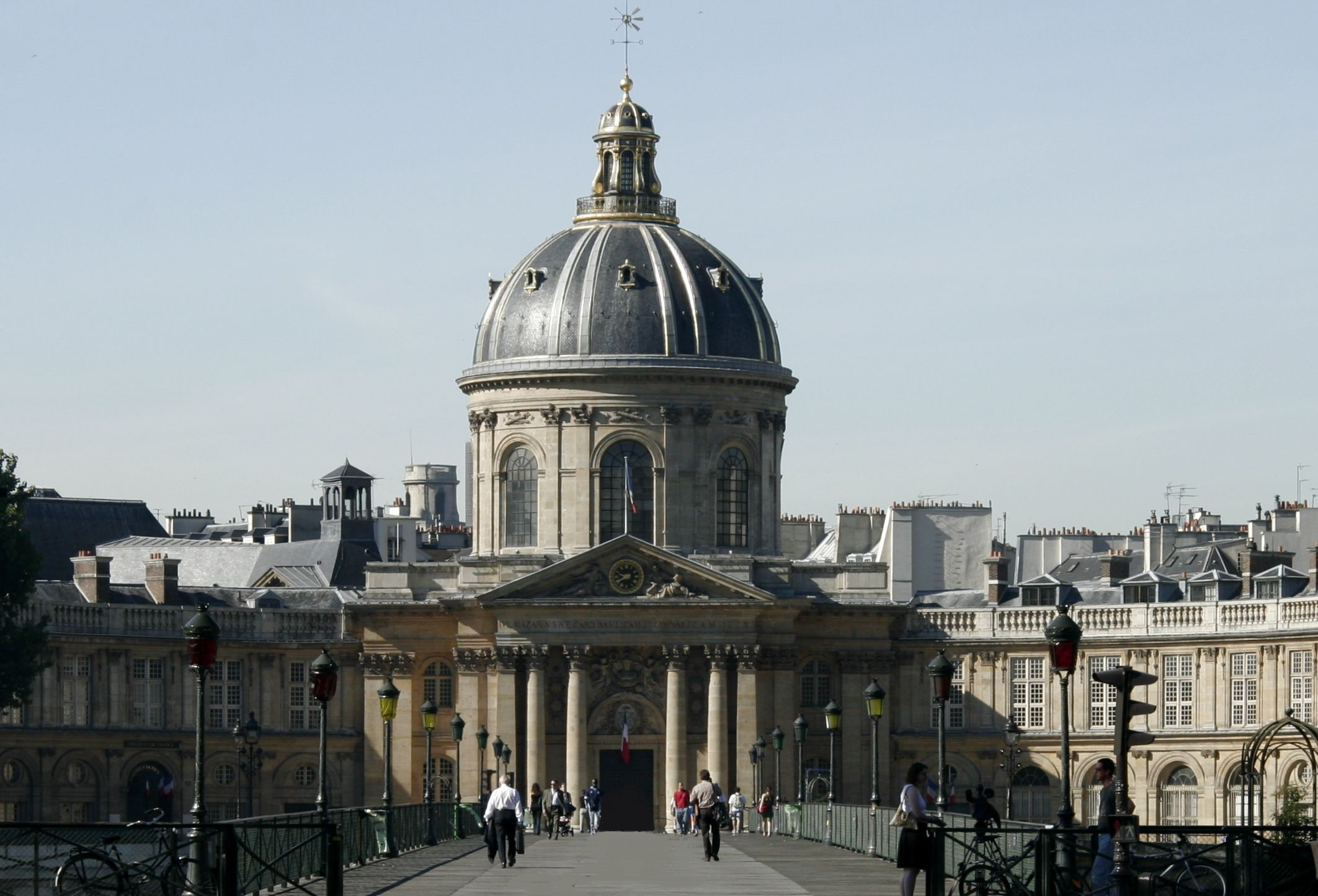
Edificio del Instituto de Francia

La primera mitad del siglo xvii había visto como la comunidad de estudiosos daba sus primeros pasos tentativos hacia la institucionalización, con el establecimiento de academias literarias y científicas permanentes en París y Londres, bajo el patrocinio real. La fundación de la Royal Society en 1662, con su política de puertas abiertas, era particularmente importante para legimitar la república de las letras en Inglaterra; llegaría a constituirse en el centro de gravedad europeo del movimiento, promoviendo principalmente el desarrollo de las ciencias (llevado a cabo inicialmente por caballeros poseedores de medios económicos que actuaban de forma independiente). La Royal Society creó sus estatutos y estableció un sistema de gobierno. Su líder más famoso fue Isaac Newton, presidente desde 1703 hasta su muerte en 1727. Otros miembros notables incluyen al diarista John Evelyn, al escritor Thomas Sprat, y al científico Robert Hooke, primer conservador de los experimentos de la institución. La Sociedad desempeñó un notable papel internacional en la adjudicacíon de hallazgos científicos, y publicó la revista Philosophical Transactions, editada por Henry Oldenburg.
A partir de las primeras décadas del siglo xviii, se comenzó a fundar academias en el continente europeo. En la segunda mitad, hubo un nuevo enfoque institucional para la república de las letras, virtualmente con miembros en cada ciudad importante de Europa —e incluso en Filadelfia, en el caso del continente americano—. Se produjo una notable proliferación de centros académicos cada vez más especializados, llevada al extremo en París, donde, además de Academia Francesa y la Academia de Ciencias, fundadas en 1635 y 1666 respectivamente, se realizaron otras tres fundaciones reales en el siglo xvii: la Academia de Inscripciones y Bellas Letras (1701), la Academia de Cirugía (1730), y la Sociedad de Medicina (1776).
En la segunda mitad del siglo xviii, la situación era muy diferente. A medida que las universidades de toda Europa abandonaron la filosofía natural aristotélica y la medicina galenista en favor de las nuevas ideas mecanicistas y vitalistas, se produjo un mayor énfasis en el aprendizaje a través de la comprobación de los hechos. Por todas partes, la enseñanza de las ciencias y de la medicina pasó de la rutina monótona de conferencias dictadas a ser complementada (y, a veces, a ser totalmente reemplazada) por cursos prácticos de experimentación física, astronomía, química, anatomía, botánica, materia médica, e incluso geología e historia natural. El nuevo énfasis didáctico en la práctica significaba que la Universidad ofrecía ahora un ambiente mucho más acogedor a la república de las letras. Aunque la mayoría de los profesores y maestros todavía no estaban interesados en afiliarse, los cambios ideológicos y pedagógicos de todo el siglo crearon las condiciones en las que la búsqueda de la curiosidad en el mundo universitario se hizo mucho más factible e incluso atractiva.
Estas instituciones —academias, revistas, sociedades literarias— se hicieron cargo de algunos de los roles, funciones y actividades originales de los estudiosos dentro de la república. La comunicación, por ejemplo, no tenía por qué ser de persona a persona; podía tener lugar entre las academias, y pasar de allí a los eruditos; o estar contenida en revistas literarias, para ser difundida entre toda la comunidad académica. Los agentes literarios, trabajando para las bibliotecas, pero compartiendo los valores de la comunidad, pasaron a profesionalizarse.

## Salones
Los salones, tanto literarios como científicos, desempeñaron un papel destacado en el establecimiento del orden dentro de la república de las letras durante el período de la Ilustración. A partir del siglo xvii, los salones sirvieron para reunir a los nobles e intelectuales en un ambiente de civilidad y de confraternización con el fin de educar a unos, refinar a otros y crear un medio común de intercambio cultural basado en la noción compartida de «honestidad» (honnêteté), basada en el aprendizaje combinado con las buenas costumbres, y el arte de la conversación. Sin embargo, los salones requerían un cierto grado de gobierno, ya que, mientras que la república de las letras se estructuró en la teoría de los principios igualitarios de la reciprocidad y el intercambio, la realidad de la práctica intelectual en los salones muchas veces quedó muy lejos de este ideal. Los hombres de letras franceses, en particular, se encontraron cada vez más divididos, implicados en auténticas peleas en lugar de debates constructivos. Con el establecimiento de París como la capital de la república de las letras, los hombres de letras francesas habían enriquecido las relaciones epistolares tradicionales con las relaciones verbales directas. Es decir, que los que se encontraban en la capital comenzaron a reunirse y hacer que su colaboración con el proyecto de la Ilustración fuese directa; y, por lo tanto, sufrieron las consecuencias de renunciar a la mediación que la palabra escrita proporcionaba. Sin este tipo tradicional de mediación formal, los philosophes necesitaban un nuevo tipo de gobernanza.
Los salones parisinos dieron a la república de las letras el origen de un cierto orden político en la persona de la salonnière, encargada de organizar tanto las relaciones sociales entre los invitados del salón como los temas que se trataban. Cuando Marie-Thérèse Geoffrin lanzó sus cenas semanales en 1749, la república de las letras de la Ilustración encontró su «centro de unión». Como una reunión formal regular, regulada y conducida por una mujer en su propia casa, el salón parisino pudo servir como un foro independiente y el locus de la actividad intelectual de una república de las letras bien gobernada. Desde 1765 hasta 1776, los hombres de letras y los que querían ser contados entre los ciudadanos de su república podían reunirse en distintos salones parisinos cualquier día de la semana.

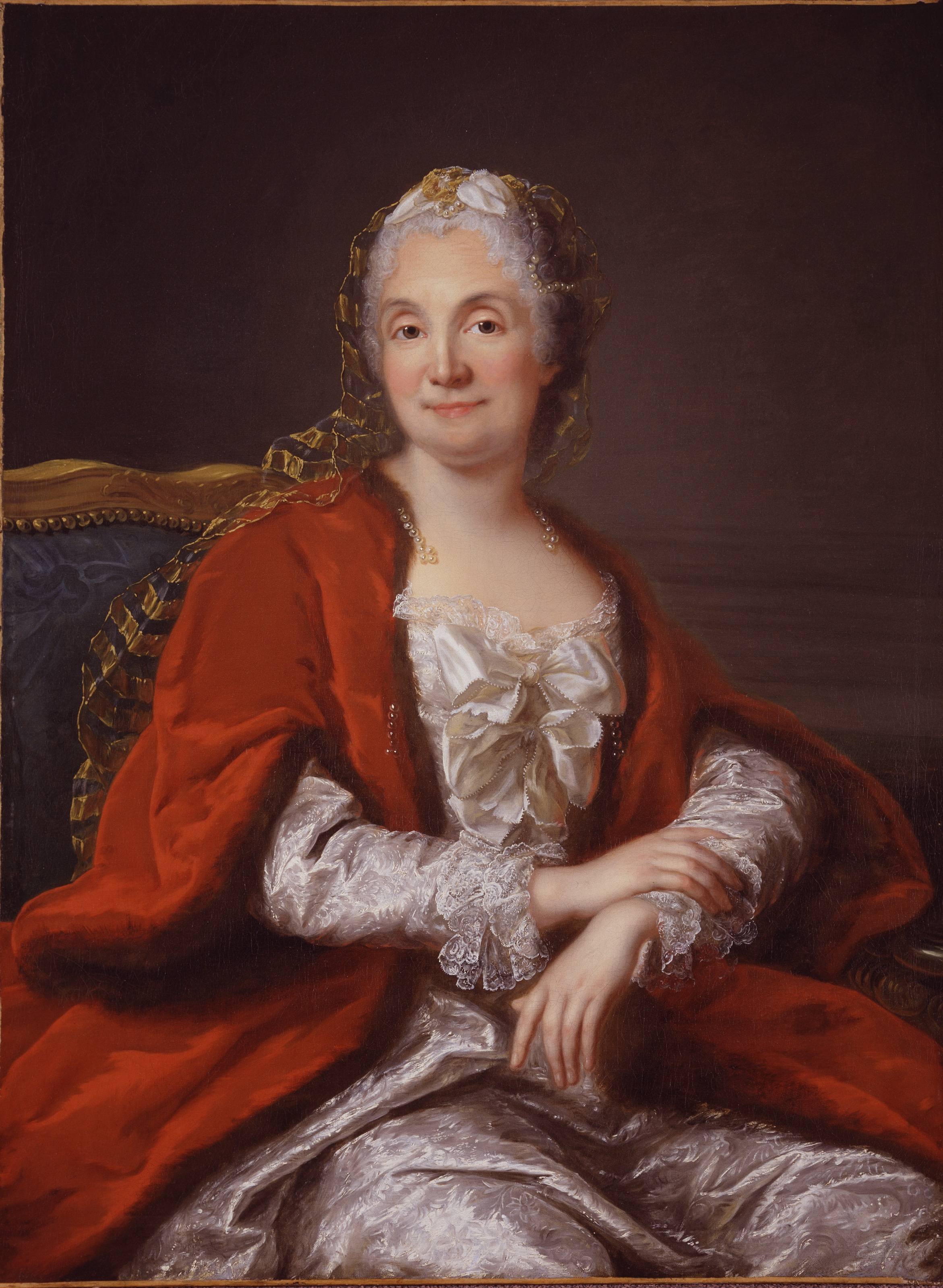
Presunto retrato de Madame Geoffrin, por Marianne Loir (National Museum of Women in the Arts, Washington, D. C.).

Los salones eran instituciones literarias que se basaban en una nueva ética de la sociabilidad educada basada en la hospitalidad, la distinción y el entretenimiento de la elite. Estaban abiertos a los intelectuales, que los utilizaron para encontrar protectores y patrocinadores y darse forma a sí mismos como «hommes du monde». Sin embargo, a partir de 1770, surgió en los salones una crítica radical de la mundanidad, inspirada en Jean-Jacques Rousseau. Estos radicales denunciaron los mecanismos de sociabilidad educada y llamaron a un nuevo modelo de escritor independiente, que se ocuparía de lo público y del estado de las naciones.
Pues los salones nunca proporcionaron un espacio igualitario. Por el contrario, solo proporcionaban una forma de sociabilidad, donde la cortesía y la simpatía de los aristócratas mantenía una ficción de igualdad que nunca disolvió las diferencias sociales, pero que, sin embargo, las hizo soportables. Los nobles de alto rango solo practicaban el juego de la estima mutua siempre y cuando mantuviesen su ventaja. Los hombres de letras eran muy conscientes de esta regla, y no confundían la cortesía de los salones con la igualdad en la conversación.
A su vez, las ventajas que los escritores obtenían de los salones que visitaban se extendían a la protección brindada por parte de sus anfitriones. Los salones proporcionaban un apoyo crucial en la carrera de un autor, no porque fueran instituciones literarias, sino porque, al contrario, permitieron que los hombres de letras que surgían de estos círculos accediesen a los recursos del mecenazgo aristocrático y real. Como resultado, en lugar de ser el escenario de la oposición entre la corte y la república de las letras, los salones se convirtieron en una colección de espacios y de recursos constituidos como centros de poder y de distribución de favores.
Antoine Lilti describe la relación recíproca entre los hombres de letras y los salonnières, que atraían a los mejores hombres de letras mediante la entrega de regalos o de una asignación regular a fin de aumentar la reputación de sus salones. Los anfitriones y anfitrionas de salón, además de valiosas fuentes de información, también eran importantes puntos de referencia en la circulación de recomendaciones y alabanzas. De un salón a otro, tanto en las conversaciones como en la correspondencia, los hombres de letras con mucho gusto alabaron a los grupos sociales que les dieron la bienvenida. A su vez, la anfitriona del salón tenía que ser capaz de demostrar su capacidad para movilizar a tantos contactos de la alta sociedad como fuese posible en favor de sus protegidos. De este modo, la correspondencia muestra abiertamente esta red de influencia, y las mujeres de la alta sociedad empleaban todas sus habilidades para beneficiar a los hombres de letras cuya elección a las academias patrocinaban.

### Salones estadounidenses
La mezcla de intelectuales y clases altas también se dio en la Philadelphia del siglo xviii, celebrándose reuniones sociales inspiradas en los salones de Londres y París. Cuando se trataba de las relaciones sociales mixtas de carácter literario, los estadounidenses eran virtuosa y patrióticamente propensos a tener cuidado con los ejemplos europeos. Conscientes de su «pureza» relativa, así como del provincianismo de su sociedad, los estadounidenses no trataron de replicar lo que percibían como sociedades decadentes de Londres y de París. Sin embargo, para facilitar las relaciones sociales de carácter literario cuando se trataba de mujeres, los estadounidenses, dirigidos por ciertas mujeres de carácter fuerte, suavizaron los dos modelos de dicha sociedad mixta intelectual, el uno francés y el otro inglés.
En Estados Unidos, las mujeres intelectualmente motivadas emularon de manera consciente estos dos modelos europeos de sociabilidad: el modelo francés, siempre de moda de la dueña del salón, sobre la base de un cierto altruismo social femenino (a veces desmedido) en la organización de las reuniones de intelectuales (principalmente masculinos); y el modelo literario inglés, siempre ajustado a la moda, del discurso sensato y cultivado, más popular, sobre todo, entre las mujeres. Fuera de los salones literarios y clubes, la sociedad en general tendía a mezclarse por su propia naturaleza, al igual que las familias que la constituían. Así mismo, los hombres de letras optaron frecuentemente por incluir «mujeres sabias» en la república de las letras, que compartían la sociabilidad de la que disfrutaban. Esta circunstancia varió ampliamente en los Estados Unidos entre unas localidades y otras.

## Imprenta
Muy poco después de la introducción de la imprenta con tipos móviles, la república de las letras quedó íntimamente ligada con la prensa. La imprenta también jugó un papel destacado en la creación de una comunidad de científicos que podía comunicar sus descubrimientos con facilidad a través del establecimiento de revistas ampliamente diseminadas. Debido a la imprenta, la autoría de los descubrimientos se hizo más visible y rentable. La razón principal fue que facilitó la comunicación personal entre el autor y la persona que era propietaria de las máquinas de impresión: el editor. Esta correspondencia permitió al autor tener un mayor control de su producción y distribución. Los canales abiertos por las grandes editoriales proporcionaron un movimiento gradual hacia una organización internacional de la respublica, con canales establecidos de comunicación y puntos de especial interés —por ejemplo, las ciudades universitarias y sus editoriales—, o simplemente el hogar de una figura respetada.

### Revistas

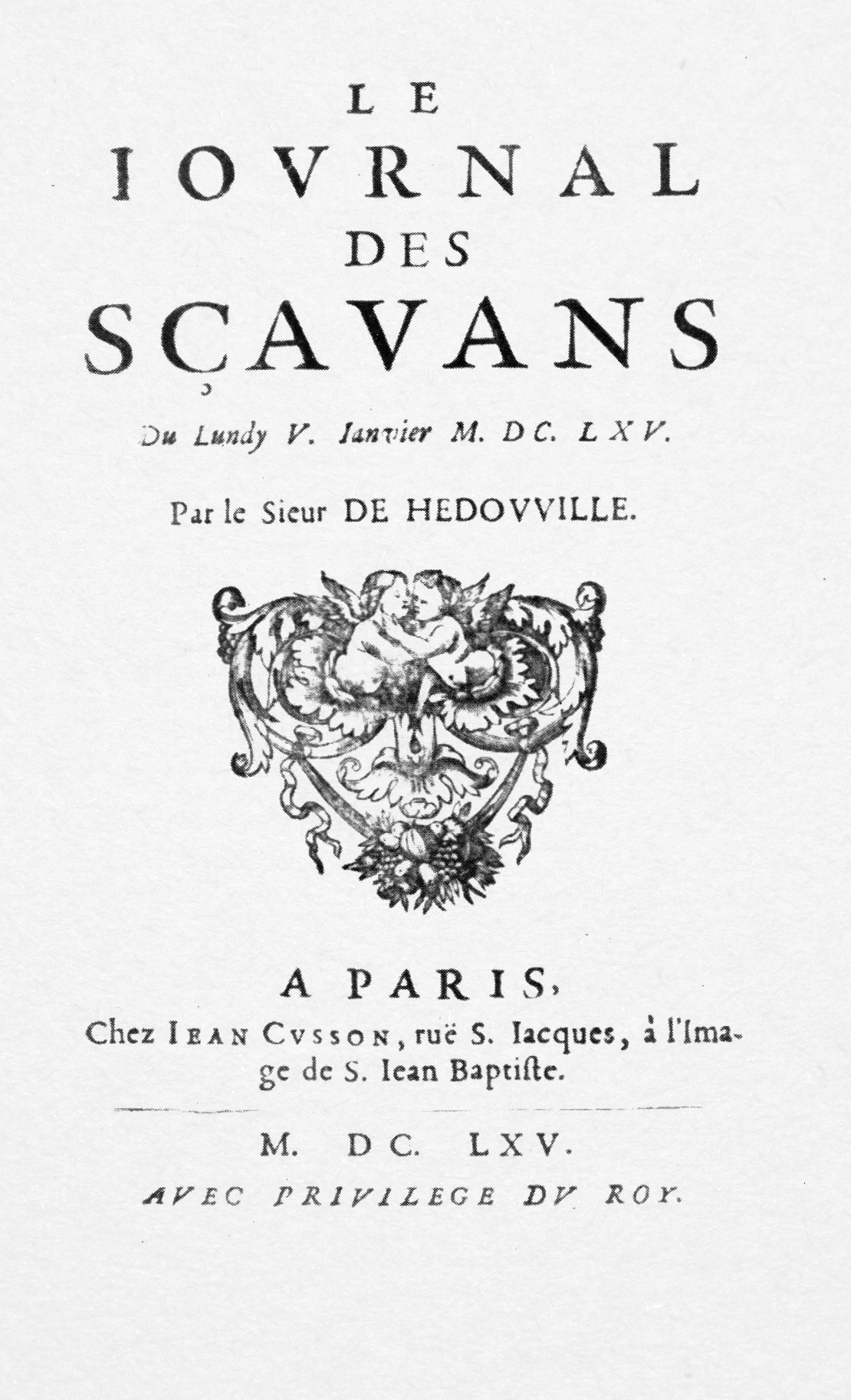
Primer ejemplar del Journal des Sçavans (portada).

Muchas publicaciones eruditas periódicas comenzaron como imitaciones o rivales de otras publicaciones que se originaron en la segunda mitad del siglo xvii. En general, se reconoce que el Journal des Sçavans, revista francesa comenzada en 1665, es el padre de todos los jornales. La primera de las basadas en Holanda, y también la primera de las revistas genuinamente «críticas», fue Nouvelles de la République des Lettres, editada por Pierre Bayle y aparecida en marzo de 1684; le seguiría en 1686 la Bibliothèque Universelle et Historique, por el teólogo Jean Le Clerc. Mientras que el francés y el latín predominaron, también hubo una cierta demanda de libros de noticias y comentarios en alemán y holandés.

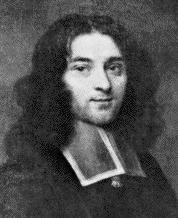
Pierre Bayle, filósofo y escritor francés, conocido por su Dictionnaire historique et critique (4 vols., 1695-97).

Las revistas hicieron surgir una forma nueva y diferente de hacer negocios en la república de las letras. Al igual que el libro impreso anteriormente, las revistas intensificaron y se multiplicó la circulación de la información; y, ya que consistían principalmente en reseñas de libros (conocidas como extraits), el potencial de conocimiento de los estudiosos acerca de lo que estaba pasando en su propia comunidad se incrementó enormemente. Inicialmente, tanto los lectores como los autores de las revistas literarias eran mayoritariamente parte de la propia república literaria.
La evolución de una verdadera prensa periódica era lenta; pero, una vez que se estableció este principio, era solo cuestión de tiempo antes de que los impresores se dieran cuenta de que el público también estaba interesado en el mundo del conocimiento. Como el número de lectores aumentó, estaba claro que el tono, el lenguaje y el contenido de las revistas a entender que los autores debían conceptuar a su público bajo una nueva forma de república: aquellos que tomaron un papel activo escribiendo e instruyendo a los demás, y aquellos otros que se contentaban con la lectura de libros y el seguimiento de los debates en las revistas. Anteriormente dominada por sabios y eruditos, la república de las letras se convirtió entonces en la «provincia de los curiosos».
Los ideales de la república literaria como una comunidad aparece reflejado en las revistas, tanto en sus propias declaraciones de propósito en prólogos e introducciones, como en sus contenidos reales. Del mismo modo que uno de los objetivos de la correspondencia de cartas era informar a dos personas, el objetivo de la revista era informar a muchas. Al desempeñar esta función pública, las revistas personificaron el grupo como entidad unitaria. Las actitudes de los redactores y de los lectores sugieren que una revista literaria podía ser considerada, en cierto sentido, como un miembro ideal de la república de las letras.
No obstante, es necesario tener en cuenta que ha habido algunos desacuerdos acerca de la importancia de estas publicaciones periódicas. Françoise Waquet ha argumentado que las revistas literarias, en realidad, no sustituyeron a la correspondencia de cartas. Curiosamente, las revistas dependían muchas veces del correo para obtener su propia información. Por otra parte, la prensa periódica a menudo no satisfizo el deseo de noticias de los estudiosos. Su publicación y venta era con frecuencia demasiado lenta para satisfacer a los lectores, y sus discusiones de libros y noticias podían aparecer incompletas por razones como la especialización, los prejuicios religiosos o la simple distorsión. Las cartas siguieron siendo claramente deseables y útiles. Sin embargo, lo cierto es que, desde el momento en el que las revistas se convirtieron en un elemento central de la república de las letras, muchos lectores obtuvieron sus noticias principalmente de esta fuente.

## República de las letras transatlántica

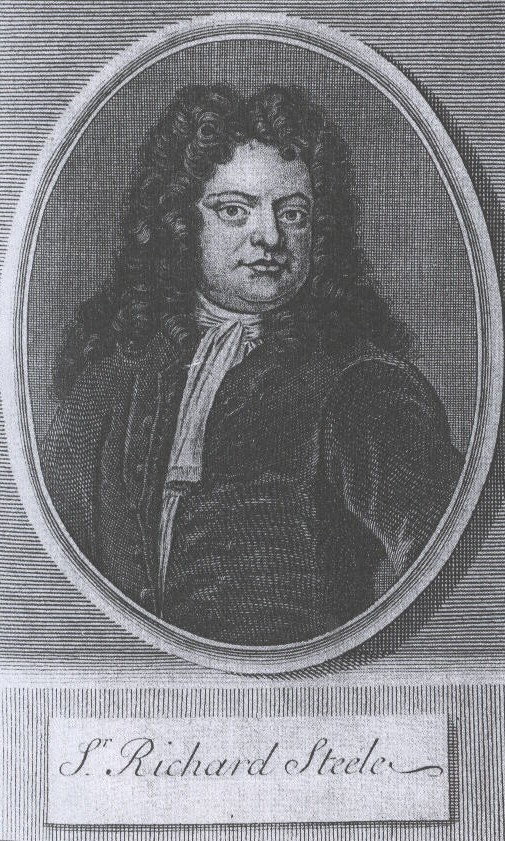
El autor de The Spectator, Richard Steele.

Los historiadores han entendido desde hace tiempo que los periódicos ingleses y franceses tuvieron una fuerte influencia en la correspondencia de la América colonial. Durante este período, la variedad de instituciones utilizadas en Europa para la transmisión de las ideas todavía no existía en América. Aparte de las existencias de los libreros (en gran medida disponibles arbitrariamente), de la correspondencia procedente del extranjero de vez en cuando y de los anuncios de impresos de la editorial o los que se situaban en la parte posterior de los libros, la única forma de que disponían los intelectuales coloniales para poder mantener vivos sus intereses filosóficos fue a través de la presentación de informes en publicaciones periódicas.
Un ejemplo significativo es Benjamin Franklin, que cultivó su estilo perspicaz a imitación de The Spectator. El manuscrito de Jonathan Edwards, Catálogo de lectura, revela que no solo conocía el Spectator antes de 1720, sino que estaba tan fascinado por Richard Steele que trató de hacerse con toda su producción: The Guardian, The Englishman, The Reader y otras obras más. Un periódico semanal titulado The Tell-Tale fue fundado en la Universidad de Harvard en 1721 por un grupo de estudiantes, incluyendo a Ebenezer Pemberton, Charles Chauncy e Isaac Greenwood. Como el subtítulo del Tell-Tale hace explícito —«Críticas sobre la conversación y comportamiento de los estudiosos para promover el razonamiento correcto y las buenas costumbres»—, era una imitación directa de las publicaciones periódicas distinguidas en inglés.

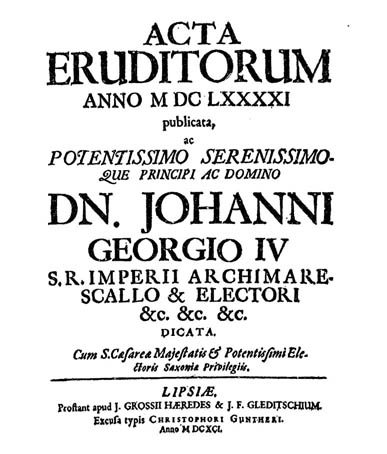
Portada del primer ejemplar del Acta Eruditorum, de 1691.

Uno de los mejores ejemplos de una república de las letras transatlántica comenzó alrededor de 1690, cuando John Dunton puso en marcha una serie de empresas periodísticas, casi todas ellos bajo los auspicios del club progresista Athenian Society, un predecesor inglés de Telltale Club de la Universidad de Harvard, el club Junto auspiciado por Franklin y otras asociaciones dedicadas a la mejora intelectual y moral. La Athenian Society tomó como uno de sus objetivos particulares extender el aprendizaje en la lengua vernácula. Uno de los planes de este grupo en 1691 fue la publicación de las traducciones del Acta Eruditorum, del Journal des Sçavans, de la Bibliothèque Universelle y del Giornale de Letterati. El resultado fue la formación de la Young-Library-Students (Biblioteca para Jóvenes Estudiantes), que, como su subtítulo indica, contenía «extractos y compendios de los más valiosos libros impresos en Inglaterra y en las revistas extranjeras desde el año sesenta y cinco hasta la actualidad». La Biblioteca para Jóvenes Estudiantes, al igual que la Bibliothèque Universelle et Historique de 1687, estaba compuesta casi en su totalidad de piezas traducidas, en este caso sobre todo del Journal des Sçavans; del Nouvelles de la République des Lettres, de Bayle; y de la Bibliothèque Universelle et Historique, de Le Clerc y de La Crose.
La Young-Library-Students de 1692 sirvió de ejemplo del tipo de materiales que se encuentran en formas posteriores de las revistas didácticas en Inglaterra. Lamentando expresamente la ausencia en Inglaterra de este tipo de publicaciones periódicas, fue diseñada para satisfacer en Estados Unidos la necesidad de literatura periódica.
Para los estadounidenses, de acuerdo con David D. Hall, estas publicaciones representaron:

An expansive vision of learnedness, articulated especially during the Revolutionary period, as a means of advancing 'liberty' and thereby fulfilling the promise of a republican America. It drew together political radicals and religious dissenters on both sides of the Atlantic, who drew from their shared struggles against a corrupted Parliament and the Church of England a common agenda of constitutional reform.
Una visión amplia de liderazgo, articulada sobre todo durante el período revolucionario, como un medio de promover la «libertad» y cumpliendo así la promesa de una América republicana. Reunió a los radicales políticos y los disidentes religiosos en ambos lados del Atlántico, quienes sacaron de sus luchas comunes contra un Parlamento corrupto y la Iglesia de Inglaterra una agenda común de reforma constitucional.
—Citado en Konig (2004, p. 180).

## Debates historiográficos
Los historiadores anglo-estadounidenses han dirigido su atención a la difusión y promoción de la Ilustración, indagando en los mecanismos por los que jugó un papel en el colapso del Antiguo Régimen. Esta atención a los mecanismos de difusión y promoción les ha llevado a debatir la importancia de la república de las letras durante la Ilustración.

### La Ilustración como argumento retórico
En 1994, Dena Goodman publicó su obra The Republic of Letters: a cultural history of the French Enlightenment. En este trabajo feminista, Goodman describió la Ilustración no como un conjunto de ideas, sino como una «retórica». Para ella, era esencialmente un discurso de descubrimiento de mente abierta, donde los intelectuales afines adoptaron un modo tradicionalmente femenino de discusión para explorar los grandes problemas de la vida. El propósito del discurso ilustrado era el cotilleo, indisolublemente ligado con el ambiente de los salones de París; de este modo, cuestionó el grado en el que la esfera pública era necesariamente masculina. Bajo la influencia de la obra del sociólogo alemán Jürgen Habermas, Goodman propuso una división alternativa que definía a las mujeres como pertenecientes a una auténtica esfera pública a través de la crítica del gobierno en los salones literarios, las logias masónicas, las academias, y la prensa.
Al igual que la monarquía francesa, la república de las letras era un fenómeno moderno con una historia antigua. Las referencias a la respublica literaria aparecen ya en 1417. Sin embargo, el concepto de la república de las letras surgió en el siglo xvii y se generalizó solo al final de esa centuria. Paul Dibon, citado por Goodman, define la república de las letras, tal como se concibió en el siglo xvii, así:

An intellectual community transcending space and time, [but] recognizing as such differences in respect to the diversity of languages, sects, and countries … This state, ideal as it may be, is in no way utopian, but … takes form in [good] old human flesh where good and evil mix.
Una comunidad intelectual que trasciende el espacio y el tiempo, [pero] reconociendo tales diferencias respecto a la diversidad de lenguas, sectas y países; […]. Este estado, por ideal que pueda ser, no es en modo alguno utópico, sino que […] toma forma en carne humana [bien] antigua, donde el bien y el mal se mezclan.
—Goodman (1994, p. 15).

Según Goodman, en el siglo xviii, la república de las letras se componía de hombres y mujeres principalmente franceses; filósofos y salonnières que trabajaron juntos para alcanzar los fines de la filosofía, concebida en términos generales como el proyecto de la Ilustración. En su opinión, el centro de las prácticas discursivas de la república literaria durante la Ilustración era la conversación educada y la escritura de cartas, y su institución social definitoria fueron los salones parisinos.
Sostiene que, a mediados del Setecientos, los hombres de letras franceses utilizaban un discurso de sociabilidad para argumentar que Francia era la nación más civilizada del mundo, porque era la más sociable y educada. Los hombres de letras franceses se veían a sí mismos como líderes de un proyecto ilustrado, que era a la vez cultural y moral, si no político. Al representar la cultura francesa como la vanguardia de la civilización, se identificó la causa de la humanidad con sus propias causas nacionales, y se vieron a sí mismos al mismo tiempo como patriotas franceses y ciudadanos de a pie de una república de las letras cosmopolita. Voltaire, celoso defensor de la cultura francesa y el principal ciudadano de la república literaria de la Ilustración, contribuyó más que nadie a esta autorrepresentación de la identidad nacional.
A lo largo de los siglos xvii y xviii, el crecimiento de la república de las letras fue paralelo al de la monarquía francesa. Su historia se entrelaza con la de la monarquía: desde su consolidación tras las guerras de religión hasta su caída con la Revolución francesa. Goodman destaca esta circunstancia, ya que proporciona una visión de la propia historia de la república de las letras, desde su fundación en el siglo xvii como una comunidad de discurso apolítico hasta su transformación en el siglo xviii en una comunidad politizada, cuyo proyecto de la Ilustración desafiaba a la monarquía con un nuevo esfera pública insertada en la sociedad francesa.

### El género en la república de las letras
En 2003, Susan Dalton publicó el libro Engendering the Republic of Letters: reconnecting public and private spheres. Dalton apoya la opinión de Dena Goodman de que las mujeres desempeñaron un papel destacado en la Ilustración. Por otra parte, Dalton discrepa de Goodman en el uso de la idea de Habermas de las esferas pública y privada (la Öffentlichkeit). Mientras que la esfera pública tiene la capacidad de incluir a las mujeres, no es la mejor herramienta para el análisis de la gama completa de acciones políticas e intelectuales que se les ofrecían, ya que proporciona una definición demasiado restrictiva de lo que es relevante en términos históricos o políticos. De hecho, este es el problema más amplio de depender de cualquier división entre las esferas pública y privada: se da forma e incluso se limita la visión de la acción política e intelectual de las mujeres al definirse en relación con lugares e instituciones específicas, debido a que estos son identificados como espacios de poder y, en última instancia, agentes históricos.
Para estudiar en una forma más amplia la república de las letras, Dalton analizó la correspondencia de las mujeres de los salones para mostrar el vínculo entre las instituciones intelectuales y los diversos tipos de sociabilidad. En particular, examinó la correspondencia de dos mujeres francesas y dos mujeres venecianas pertenecientes a un salón de finales del siglo xviii, con el fin de entender su papel en la república. Estas mujeres eran Julie de Lespinasse (1732-1776), Marie-Jeanne Roland (1754-1793), Giustina Renier Michiel (1755-1832) y Elisabetta Mosconi Contarini (1751-1807).
Ejercer la correspondencia literaria, enviar noticias, libros o literatura, incluso los elogios y las críticas era mostrar el compromiso de uno con la comunidad en su conjunto. Dada la importancia de estos intercambios para asegurar la perpetuación de la república literaria como una comunidad, Lespinasse, Roland, Mosconi y Renier Michiel trabajaron para reforzar la cohesión a través de la amistad y la lealtad. Por lo tanto, enviar una carta o adquirir un libro era un signo de devoción personal que generaba una deuda social a satisfacer. A su vez, la capacidad cumplir con estas «deudas» caracterizaba a uno como buen amigo y, por tanto, un miembro virtuoso de la república de las letras. El hecho de que ambas cualidades tendiesen a solaparse explica la práctica de recomendar amigos y conocidos para premios literarios y puestos gubernamentales. Si las mujeres fueron capaces de hacer recomendaciones, llevando el peso tanto de la designación de puestos políticos como en los premios literarios, era porque se pensaba que eran capaces de evaluar y expresar los valores integrales de las relaciones en la república de las letras. Podían juzgar y producir no solo la gracia y la belleza, sino también la amistad y la virtud.
Al rastrear la naturaleza y el alcance de su participación en los debates intelectuales y políticos, fue posible mostrar el grado en que las acciones de las mujeres divergieron no solo de los modelos conservadores de género, sino también de sus propias formulaciones sobre el papel social adecuado de las mujeres. Aunque a menudo insistieron en su propia sensibilidad y en la falta de capacidad crítica, las mujeres del salón que estudió Susan Dalton también se definían a sí mismas como pertenecientes a la república de las letras según la concepción del género muy diferente que ofrecían los «hombres de letras» (gens de lettres), además de con referencia a un vocabulario más amplio, de género neutro, de las cualidades personales veneradas por ellas, aun cuando contradijera su discurso sobre el género.

### Conducta y comunidad
En 1995, Anne Goldgar publicó Impolite learning: conduct and community in the Republic of Letters, 1680–1750. Goldgar ve la república como un grupo de académicos y científicos, cuya correspondencia y trabajos publicados —por lo general en América— revelan una comunidad de eruditos conservadores con preferencia por el fondo sobre el estilo. A falta de cualquier tipo de documento adjunto de instituciones comunes, y con dificultades para atraer clientes aristocráticos y de la corte, la comunidad creó la república literaria para levantar la moral tanto como por cualquier otra razón intelectual. Sostiene que, en el período de transición entre el siglo xvii y la Ilustración, el interés común más importante de los miembros de la república era su propia conducta. En la concepción de sus propios miembros, la ideología, la religión, la filosofía política, la estrategia científica o cualquier otro marco intelectual o filosófico no era tan importante como su propia identidad como comunidad.
Los philosophes, por el contrario, representaban una nueva generación de hombres de letras controvertidos de manera consciente y políticamente subversivos. Por otra parte, eran divulgadores en grandes urbes, cuyo estilo y forma de vida estaban mucho más en sintonía con la sensibilidad de la elite aristocrática que marcó la pauta de las lecturas públicas.
Sin embargo, ciertas características generales pueden formar una imagen de la república de las letras. Destaca la primera de ellas, la existencia de normas comunes: el mundo académico considera entonces que se separa del resto de la sociedad. Los estudiosos contemporáneos de los siglos xvii y xviii sintieron que, al menos, el ámbito académico no estaba sujeto a las normas y valores de la sociedad en general; a diferencia de sus homólogos no académicos, quienes pensaban que vivían en una comunidad esencialmente igualitaria, en la que todos los miembros tenían los mismos derechos para criticar el trabajo y la conducta de los demás, sin distinciones. Por otra parte, la república literaria, en teoría, ignoraba la nacionalidad y la religión de sus miembros.
Las convenciones de la repúblicas de las letras han supuesto una copiosa fuente de información para los estudiosos de toda Europa. En su correspondencia con otros miembros de la sociedad, los académicos se sintieron libres para pedir ayuda en la investigación siempre que fuera necesario; de hecho, una de las funciones del commerce de lettres, la correspondencia puramente literaria, era promover oportunidades de investigación. Incluso ciudades que en ningún sentido podrían ser denominadas aisladas, como París o Ámsterdam, siempre carecían de ciertos servicios para los eruditos. Muchos libros publicados en los Países Bajos, por ejemplo, solo encontraron su camino a prensas holandeses porque estaban prohibidos en Francia. Los manuscritos necesarios para la investigación eran a menudo depositados en bibliotecas inaccesibles para las personas de otros lugares, y las revistas literarias, por lo general, no podían proporcionar suficiente información con la debida rapidez para satisfacer las necesidades de la mayoría de estudiosos.
El papel de intermediario también era prominente en la república literaria. Algunos eruditos escribieron en nombre de otros que solicitaban de terceros hospitalidad, libros o ayuda en la investigación. A menudo, la participación de un intermediario era una cuestión de simple conveniencia. Sin embargo, el uso de un intermediario con frecuencia tenía un significado sociológico subyacente. Una petición que terminara en el fracaso podía ser a la vez vergonzosa y degradante; la negativa a realizar un servicio podría significar que la parte que recibía la solicitud prefería no entrar en una relación recíproca con alguien de menor estatus.
Pero los intermediarios no se limitaban a los más afectados por las negativas; también contribuyeron al éxito de muchas transacciones. La capacidad de utilizar un intermediario indicado la tenían aquellos eruditos que contaban al menos con un contacto en la república de las letras. Esto daba prueba de su pertenencia al grupo, y el intermediario, por lo general, podía dar fe de sus cualidades académicas positivas. Además, el intermediario solía tener contactos más amplios y, en consecuencia, el estatus más alto dentro de la comunidad.
A pesar de las diferencias de estatus existentes en la república, tales diferencias no debilitaron la comunidad. El espíritu de servicio, combinado con la ventaja de obtener el estatus al obligar a los demás, significaba que alguien de más alto rango era impelido a ayudar a sus subordinados. Al hacerlo, reforzaba sus lazos con los otros estudiosos. Mediante la disposición de ayuda para un especialista, se forjaban vínculos o se fortalecían con la persona a la que se prestaba el servicio, al mismo tiempo que se reforzaban sus lazos recíprocos con el proveedor final del servicio.

### Transparencia intelectual y laicización
El enfoque de Dena Goodman ha encontrado el favor del historiador de la medicina Thomas Broman. Sobre la base de Habermas, Broman sostiene que la Ilustración fue un movimiento de transparencia intelectual y laicización. Mientras que los miembros de la república de las letras vivían herméticamente aislados del mundo exterior, hablando solamente entre ellos, sus sucesores ilustrados colocaron deliberadamente sus ideas ante el incipiente tribunal de la opinión pública. Broman considera que, en esencia, la república literaria se encontraba en los gabinetes, mientras que la Ilustración se movía en los mercados.

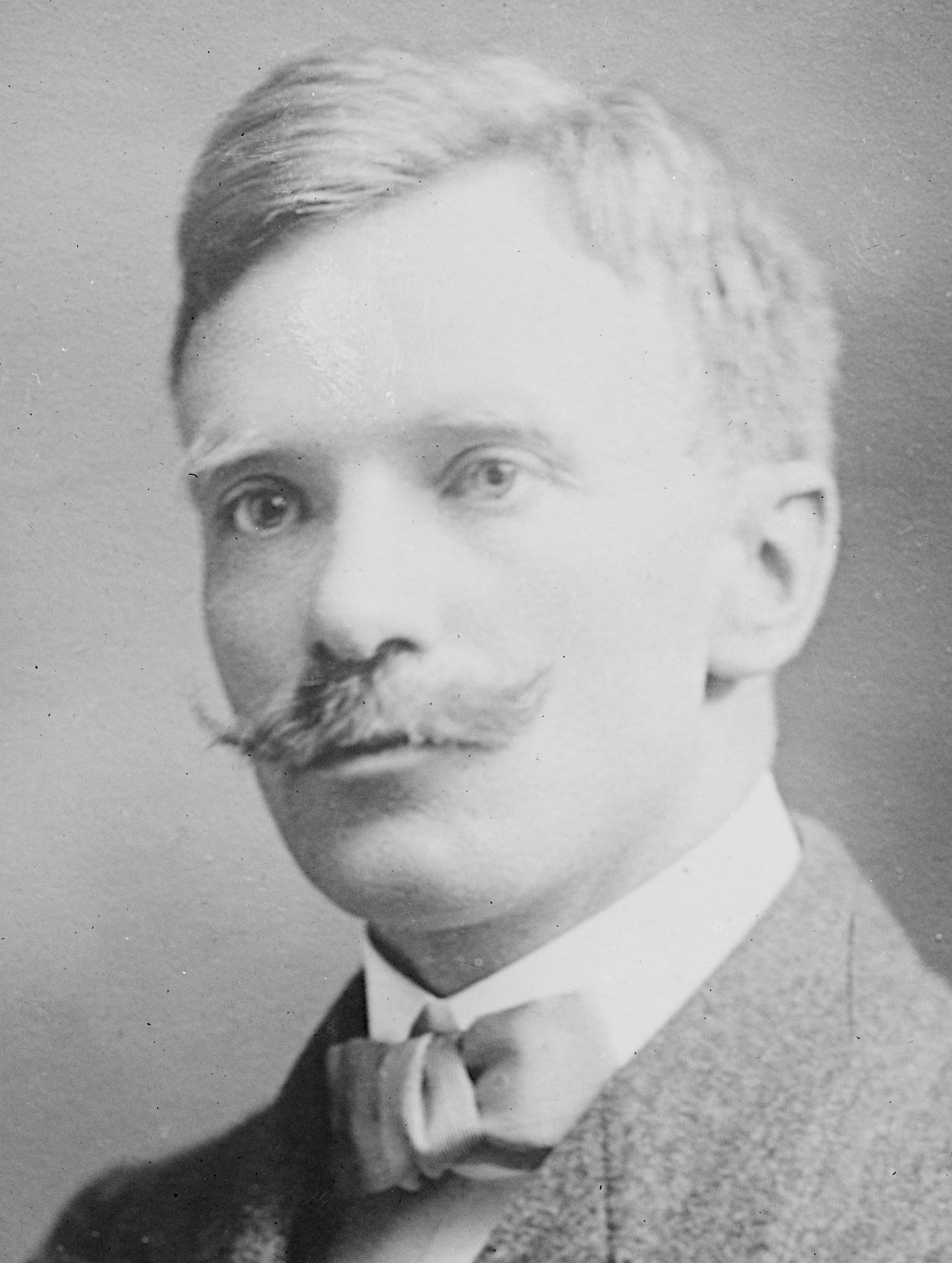
Paul Hazard, autor de La crise de la conscience européenne (1680-1715) (1935).

Para la mayoría de los historiadores angloestadounidenses, la Ilustración clásica es un movimiento progresista, mientras que la república de las letras es una construcción más antigua, del siglo xvii. Ahora bien, a juicio de John Pocock, hubo dos Ilustraciones: una, asociada con el historiador inglés Edward Gibbon, autor de la Historia de la decadencia y caída del Imperio romano, que fue erudita, seria y académica, y estuvo fundamentada en la república literaria; la otra, que fue la trivial Ilustración parisina de los philosophes. La primera habría sido producto de una peculiar tradición política y teológica liberal anglobritánica y protestante, que apuntaba hacia el futuro; la segunda carecería de anclaje en el análisis sociohistórico y conduciría involuntariamente al caos revolucionario.
En la década de 1930, el historiador francés Paul Hazard enfocó su trabajo en la época de Pierre Bayle y argumentó que el efecto acumulativo de las diferentes corrientes y tendencias de la curiosidad intelectual en el último cuarto del siglo xvii creó una crisis cultural europea, cuya cosecha negativa recogieron los philosophes. La república de las letras y la Ilustración estaban indisolublemente interconectadas, pues ambas eran movimientos críticos con la situación de su época.
De acuerdo con, Peter Gay —a su vez sobre la base de un estudio anterior, por Ernst Cassirer, acerca de los progenitores intelectuales de Immanuel Kant—, la Ilustración fue obra de un pequeño grupo de pensadores, su familia de philosophes o «partido de la humanidad», cuyo programa de reforma coherente —anticristiano, progresista e individualista— se desarrolló a partir de raíces culturales muy específicas. La Ilustración no fue un vástago de la república literaria, y mucho menos la culminación de tres siglos de crítica antiagustiniana, sino más bien el resultado de la unión singular de Lucrecio y de Newton. Cuando un puñado de librepensadores franceses en el segundo cuarto del siglo xviii se encontró con la metodología y los logros de la ciencia newtoniana, la filosofía experimental y la incredulidad se mezclaron en un cóctel explosivo, que dio a sus bebedores los medios para desarrollar una nueva ciencia del hombre. Desde la publicación del trabajo de Gay, su interpretación de la Ilustración se ha convertido en una ortodoxia en el ámbito anglosajón.